# Банка (склотара)

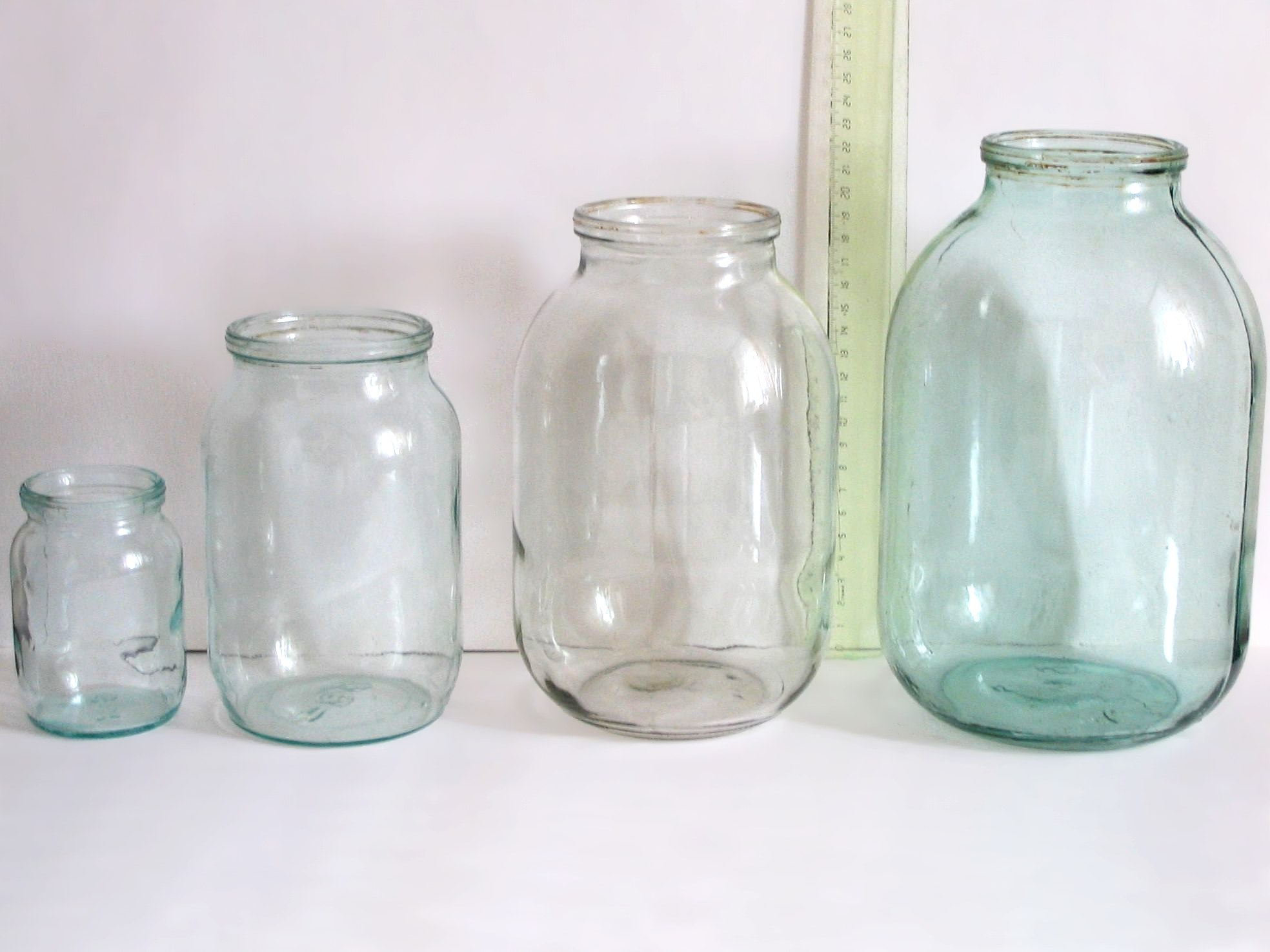
Скляні банки: 250 мл, 1 л, 2 л, 3 л.

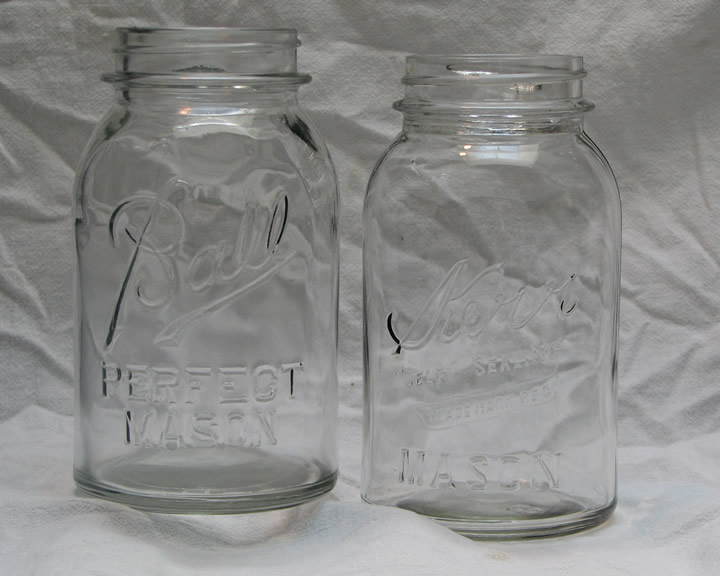
Мейсон-банка

Ба́нка або сло́їк (від пол. słoik, що сходить до прасл. *sъlojь) — скляна посудина з широкою шийкою, яка використовується в основному для зберігання продуктів домашнього і промислового консервування.

## Опис
Закривається металевою кришкою типу «Omnia» або гвинтовою кришкою типу «Твіст», пластиковою кришкою. Металеві кришки мають м'яке кільце або покриття спеціальним лаком, що дозволяє жорсткі закриття та створення вакууму кип'ятінням або автоклавуванням.
Одним з видів банок є Мейсон-банка, запатентована 30 листопада 1858 року в Філадельфії Джоном Лендіс Мейсоном. Мейсон-банка дуже поширена в США.
У лабораторіях часто використовують банки з притертою скляною кришкою.
Як правило, банки циліндричної форми. Від пляшки банка відрізняється набагато більшим отвором. Найпоширенішими є безбарвні скляні банки з натрієво-кальцієво-силікатного скла, але іноді бувають з непрозорого чи кольорового скла або керамічні.

## Історія
Французький шеф-кухар Ніколас Апперт винайшов метод консервування їжі, закривши її в герметичну тару. Серед найдавніших скляних банок, що використовувались для домашнього консервування, були ущільнювачі для воску, який знаходився на шийці банки, на нього виливали віск закріплення олов’яної кришки.Такий складний процес став популярним лише наприкінці 1830х - на початку 1840х років і все ще використовувався для закупорювання банок з фруктами приблизно до 1890 р.  
У 1903 році Олександр Керр представив кришки з постійним гумовим ущільненням. У його вдосконаленому дизайні в 1915 році притаманний сучасний дизайн, який збільшого використовується по сьогодні в Україні. Банки закриваються двокомпонентними металевими кришками, які ущільнюються на ободі. Кришка банки має гумову або гумоподібну ущільнювальну поверхню і утримується на місці окремою металевою стрічкою. 